# Badembié Pierre Claver Nezien
Badembié Pierre Claver Nezien, né en 1936 à Pouni, dans l'ancienne Haute-Volta, est un lieutenant-colonel, ministre de l'Intérieur et de la Sécurité et homme politique burkinabé.
Numéro 2 du Comité militaire de redressement pour le progrès national (C.M.R.P.N.) issu du coup d'État du 25 novembre 1980 en Haute-Volta, il est abattu,, en activité de service le 9 novembre 1982 à Ouagadougou.

## Biographie

### Études et diplômes
Badembié Pierre Claver Nezien a obtenu le Diplôme d’Officier d’Infanterie (E.F.O.R.T.D.M) à Fréjus, France, en 1962. Il a passé avec succès le Diplôme d’Officier de Gendarmerie (E.O.G.N) à Melun en France, en 1963. Il est titulaire du Diplôme d’Études Supérieures de Gendarmerie (D.E.S.G), passé en 1977 à Maisons-Alfort. Il a passé dans cette même ville le Brevet Technique de Gendarmerie (B.T.G) en 1979. Il a obtenu en 1979, le Diplôme de Droit International Humanitaire à Sanremo en Italie.

### Carrière militaire et politique
Badembié Pierre Claver Nezien, commence une carrière militaire comme engagé volontaire en tant que soldat de seconde classe au DMA No 3/EMPA de Kati (Mali). En 1961, il est admis à l'école de formation des officiers du régime transitoire des troupes de marine (EFORTDM) à Fréjus (France) et est promus Élève officier le 31 août 1961. Il entre en 1963 à l'école des officiers de la Gendarmerie nationale (EOGN) à Melun (France). Il est promu sous-lieutenant d’infanterie, le 1er octobre 1963.
De 1954 à 1963, les affectations se succèdent. Il est affecté le 1er juillet 1954 à la compagnie de garnison de Ségou au Mali. Le 1er juillet 1955, il est muté à l'EMPA de Kati au Mali. Le 16 septembre 1955, il passe au BACI-Bouaké, 2e Compagnie S/No 38 en Côte d'Ivoire, puis le 12 janvier 1957 à la 1re compagnie du 16e RIC. Il est muté le 5 février 1957 à Condé-Smendou en Algérie. Il est à nouveau muté le 1er avril 1957 au Centre de Formation des sous-officiers de Philippeville en Algérie, puis retourne le 12 juin 1957 à Condé-Smendou. Le 14 février 1959, il est affecté au 1/16e RIMa, Abidjan en Côte d’Ivoire, puis le 16 juillet 1959 à la 32e CTG, Abidjan. Enfin, il est affecté le 1er octobre 1960 au GBIMA/CPEFORTOM puis au 1/6e RAMa de Dakar au Sénégal.
Badembié Pierre Claver Nezien est rayé des contrôles et des cadres de l’Armée française et transféré le 15 octobre 1962 aux forces armées nationales de la république de Haute-Volta.
Il poursuit sa carrière au sein des forces nationales voltaïques. Il est promu lieutenant de Gendarmerie, le 1er octobre 1965. Le 31 décembre 1969, il devient capitaine de Gendarmerie. Le 1er octobre 1974, il est nommé chef d’escadron de Gendarmerie, puis lieutenant-colonel de Gendarmerie, le 1er octobre 1978.
Le lieutenant-colonel Nezien prend la fonction de commandement à partir de 1967. De septembre 1967 à juillet 1976, il est affecté au commandement de la Gendarmerie Nationale de Haute-Volta. Puis de décembre 1979 à décembre 1980 pour la même fonction.

### Coup d’État du 25 novembre 1980 en Haute-Volta
À la suite du renversement du président Aboubacar Sangoulé Lamizana par un coup d'État militaire. Le gouvernement est remplacé par un Comité militaire de redressement pour le progrès national (C.M.R.P.N.). Le colonel Saye Zerbo est le président du C.M.R.P.N., chef de l'État, président du conseil des ministres, ministre de la défense nationale et des anciens combattants et chef d'état-major général des forces armées. Le Lieutenant-Colonel Badembié Pierre Claver Nezien est ministre de l'intérieur et de la sécurité,, et occupe de ce fait la deuxième place du pouvoir. Le 7 novembre 1982, ce gouvernement est renversé à son tour et cède la place au Conseil provisoire de salut du peuple (C.P.S.P.) du commandant Jean-Baptiste Ouédraogo. Thomas Sankara, leader du Regroupement des Officiers Communistes (R.O.C.), est désigné par la suite comme Premier ministre.

Le 9 novembre 1982, le Lieutenant-Colonel Badembié Pierre Claver Nezien est tué d'une « balle dans le dos » ou d'une rafale ,, dans la suite directe des évènements du putsch. Il inaugure l'ère des exécutions extra-judiciaires au sommet du pouvoir politique indépendant.
Le 9 novembre 1982, le lieutenant-colonel de la gendarmerie Nézien Badembié Pierre Claver, ex-ministre de l'Intérieur et de la sécurité du CMPRN est froidement abattu dans le dos, devant la villa où il devait être déféré, après avoir refusé de ramper dans sa tenue d'officier comme le lui ordonnaient ses exécuteurs. [...] Parmi ceux qui avaient participé à son assassinat, il y avait des éléments du Centre national d'entraînement commando (CNEC) de Pô, notamment Thomas Sankara, Blaise Compaoré et Henri Zongo.
Des témoins affirment qu'il avait été "froidement abattu" par un sous-officier, un sergent-chef [...] Le lieutenant-colonel, en raison de ses fonctions, non seulement à la tête de la gendarmerie nationale mais aussi au ministère de l'Intérieur et de la Sécurité, connaissait mieux que les autres membres du gouvernement les activités souterraines de ces militaires rebelles [Thomas Sankara, Blaise Compaoré et Henri Zongo NDLR]. Ses proches racontent qu'un jour il aurait dit aux autorités que si elles laissaient ces enfants, ce qu'ils allaient faire de ce pays, ils le regretteront. Est-ce pour cette raison qu'ils l'avaient qualifié de dangereux et l'avaient lâchement assassiné en violation des textes en vigueur dans l'armée nationale et des lois civiles? [...] Les coupables courent toujours. Certains avaient été promus à des grades supérieurs notamment le sous-officier qui avait abattu le colonel Nézien. C'était le début d'une série noire de meurtres que le Burkina Faso allait vivre jusqu'à la IVè République.
Les circonstances de la mort de Nezien, accident, ou prise à partie,,,, n'ont toujours pas été élucidées officiellement.
Il est rayé, immédiatement après son décès, des contrôles de l’Armée nationale de Haute-Volta le 10 novembre 1982.

## Décorations
Badembié Pierre Claver Nezien est Officier de l’Ordre National de la République de Haute Volta et Chevalier de l’Ordre du Mérite de la République Française.